# Socata Horizon
O Socata GY-80 Horizon é uma aeronave monomotor de asa baixa e quatro lugares, produzido inicialmente pela Sud Aviation e mais tarde, por sua subsidiária, Socata.

## História Operacional
O Socata Horizon foi desenhado pelo projetista francês Yves Gardan durante os anos 50. Em 1960, a Sud Aviation adquiriu a licença de construção do projeto de Gardan. O protótipo fez seu primeiro vôo em 21 de julho de 1960 e a aeronaves foi produzida inicialmente nas instalações da Sud Aviation em Nantes e Rochefort. No ano de 1966, a Sud Aviation adquiriu o espólio da Morane-Saulnier , criando no mesmo ano a subsidiária Socata, que ficaria responsável inicialmente pela continuidade da construção do Morane-Saulnier Rallye, porém, a Sud Aviation transferiu toda a produção de aeronaves de uso geral de suas outras subsidiárias para a Socata nos anos seguintes. O Horizon foi produzido até 1974 , somando 273 unidades .
Maioria das aeronaves foram adquiridas por pilotos franceses, porém, muitas unidades foram exportadas para países como Alemanha, Suíça e Reino Unido.
Uma versão aperfeiçoada do Horizon foi desenvolvida como Super Horizon 200, indo mais tarde para produção como ST 10 Diplomate.

## Descrição
O Socata Horizon é uma aeronave construída totalmente em metal, tendo asa baixa canteliever com quatro flapes tipo "fowler", operados mecanicamente, e dois ailerones tipo "frise". O trem de pouso tricíclo é retrátil, com as rodas retraindo para trás. O primeiro protótipo utilizou um motor Avco Lycoming O-320, de 150 hp (112 kW), movendo uma hélice metálica, de passo fixo. Durante a produção, o Horizon recebeu o motor Avco Lycoming O-320-D, de 160 hp (120 kW), com uma hélice metálica de passo variável como item opcional. Em 1966, foi disponibilizado o motor Lycoming O-360, de 180 hp (134 kW) , com a opção do motor de 150 hp retirada de produção em 1967.

## Operadores
- Camboja: Real Força Aérea do Camboja
- República Quemer: Força Aérea do Quemer

## Especificações
Dados de: Jane's All The World's Aircraft 1969-70
Descrições gerais
- Tripulação: 1 piloto
- Capacidade: 3 passageiros
- Comprimento: 6,64 m (22 ft)
- Envergadura: 9,70 m (32 ft)
- Altura: 2,60 m (8,5 ft)
- Área alar: 13 m² (140 ft²)
- Peso vazio: 625 kg (1 380 lb)
- Peso de decolagem: 1 150 kg (2 540 lb)
- Capacidade de combustível: 160 l (42,3 US-gal)

Motorização
- Número de motores: 1x
- Tipo do motor: Lycoming O-360-A de 180 hp (134 kW)

Performance
- Velocidade máxima: 250 km/h (155 mph)
- Velocidade de cruzeiro (km/h): 245 km/h (152 mph)
- Alcance: 1 250 km (777 mi)
- Autonomia: 5 h 20 min hs
- Razão de subida: 4.50 m/s
- Tecto de serviço: 4 700 m (15 400 ft)
- Pista máx. decolagem (MTOW): 480 m (1 570 ft)
- Distância para aterrissagem: 490 m (1 610 ft)

## Ver Também

#### Aeronaves envolvidas no desenvolvimento
- Socata ST 10

#### Aeronaves de função, configuração ou era comparável
- Beechcraft Musketeer
- Piper Cherokee